# Griechischer Plan
Als Griechischer Plan oder Griechisches Projekt (russisch Греческий проект) wird ein Vorschlag zur Zerschlagung des Osmanischen Reiches bezeichnet, den die russische Kaiserin Katharina II. gegenüber dem römisch-deutschen Kaiser Joseph II. enthüllte, als dieser 1780 nach Russland reiste. Er erwies sich im Russisch-Österreichischen Türkenkrieg von 1787–1792 als Luftschloss.
Hauptziel des Plans war die Restauration des 1453 untergegangenen Byzantinischen Reiches als ein selbständiges, aber mit Russland eng verbündetes Kaiserreich unter einem Enkel der Zarin (Konstantin) oder einem anderen Romanow-Prinzen bzw. einer Seitenlinie. Es sollte die europäische Türkei (Rumelien) und vor allem Konstantinopel umfassen.

## Der Plan

### Vorgeschichte
Bereits 1739 hatte die damalige Zarin Elisabeth die Eroberung Konstantinopels als „heiliges Kriegsziel“ Russlands formuliert.
Österreich hatte im Russisch-Österreichischen Türkenkrieg (1736–1739) eine Niederlage gegen die Osmanen erlitten und sich deshalb am Russisch-Osmanischen Krieg (1768–1774) nicht beteiligt. Stattdessen schloss Österreich 1771 wegen des russisch-österreichischen Gegensatzes in Polen zunächst ein Bündnis mit der Pforte, söhnte sich aber durch die erste Teilung Polens mit Russland aus.
Venedig hatte sich nach einer Niederlage im Venezianisch-Österreichischen Türkenkrieg bereits 1715/18 aus den Türkenkriegen zurückgezogen.
Frankreich war langjähriger Verbündeter des Osmanischen Reiches und seit 1740 dessen Haupthandelspartner.

### Aufteilung des Osmanischen Reiches

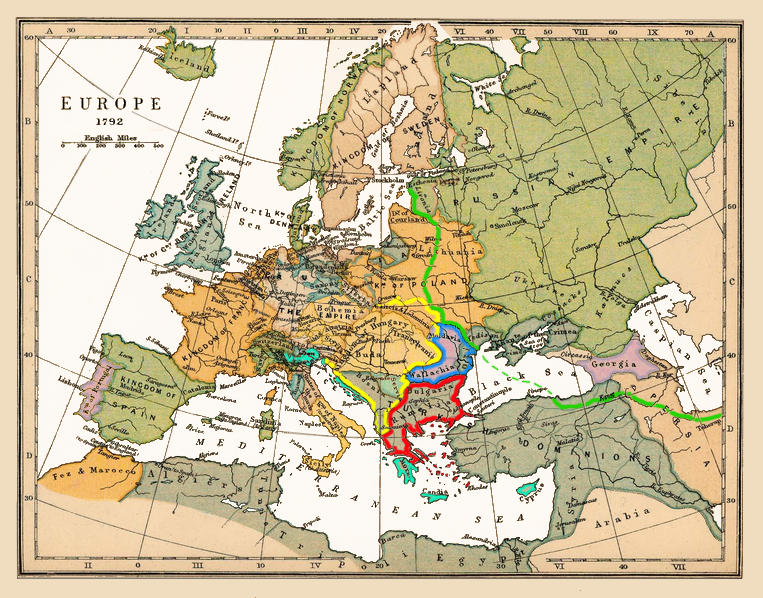
Geplante Aufteilung der Europäischen Türkei zwischen dem neuen Byzantinischen Reich Konstantins (rot), dem neuen Königreich Dakien Grigori Potjomkins (blau), Russland (grün), dem Habsburgerreich (gelb) und Venedig (türkis).

Österreich sollte durch umfangreiche Gebietserweiterungen ebenso gewonnen werden wie Venedig und Frankreich. An Österreich sollten nicht nur die 1739 verlorenen Gebiete Bosniens, Serbiens und der Walachei fallen, sondern ganz Bosnien, die Herzegowina, ganz Serbien und Montenegro sowie Albanien. Venedig sollte die 1718 verlorene Peloponnes sowie die Inseln Kreta und Zypern erhalten. Frankreich sollte durch Überlassung Ägyptens und der Levante gewonnen werden.
An Russland sollten die Moldau und die Walachei, der Kaukasus und sogar die Nordküste Kleinasiens bis einschließlich der Meerengen fallen. Weitergehende Pläne sahen das gesamte Kleinasien für Russland vor.

### Scheitern des Plans
Frankreich wechselte die Seiten nicht und verstärkte stattdessen ab 1781 die osmanischen Grenzfestungen.
Die österreichischen Militärerfolge waren mäßig (türkischer Einfall ins Banat und Siebenbürgen, erst 1790 mühsame Eroberung Belgrads). Nach dem schwedisch-osmanischen Bündnis 1788 trat Schweden in den Krieg ein. Nach dem preußisch-osmanischen Bündnis 1790 trat schließlich Österreich unter preußischem Druck aus dem Krieg aus; Preußen und Österreich rüsteten zudem gleichzeitig zum Krieg gegen das revolutionäre Frankreich. Damit war der Plan vorerst gescheitert. Im Frieden von Jassy gewann Russland 1792 lediglich die Region Jedisan.

## Spätere Adaptionen
Anderthalb Jahrhunderte später griffen Panslawisten dieses Ziel wieder auf. Der bedeutende russische Denker Konstantin Leontjew, ein Schüler Nikolai Danilewskis, hielt ein türkisches Restreich und Kalifat in Südanatolien bzw. zwischen Bursa oder Bagdad auch weiterhin für möglich, wenn Konstantinopel (russisch: Carigrad) erst einmal neue Hauptstadt Russlands geworden sei.
Nach Ausbruch antitürkischer Aufstände in der Herzegowina und in Bulgarien sowie dem dadurch bedingten Serbisch-Osmanischen Krieg einigten sich Österreich-Ungarn und Russland 1876 in der Konvention von Reichstadt erneut auf eine Aufteilung der osmanischen Balkanprovinzen in eine österreichische und eine russische Einflusssphäre. Auch Großbritannien und Deutschland stimmten einer Besetzung Bosniens durch Österreich-Ungarn sowie Bulgariens und Rumäniens durch Russland zu. Beim Treffen von Istanbul und im Budapester Vertrag vereinbarten Österreich-Ungarn und Russland zudem eine meridionale Aufteilung Bulgariens: der westliche Teil sollte österreichisch besetzt und der östliche Teil russisch besetzt werden, um die Einführung der Autonomie zu überwachen.
Im Russisch-Osmanischen Krieg (1877–1878) versuchte Russland statt eines restaurierten Griechischen Kaiserreiches zumindest ein Großbulgarisches Königreich zu errichten (König wurde mit Alexander I., ein Neffe des Zaren), das sich laut dem Frieden von San Stefano bis vor die Tore Konstantinopels erstrecken sollte, während Österreich-Ungarn Bosnien und die Herzegowina besetzte. Der Berliner Kongress verhinderte jedoch ein Großbulgarien, stattdessen wurde ein geteiltes Kleinbulgarien (Fürstentum Bulgarien und autonome Provinz Ostrumelien) geschaffen.
1898 schließlich schlug der britische Premierminister Salisbury Russland eine Aufteilung der asiatischen Provinzen des Osmanischen Reichs (und sogar Chinas) vor: Russland sollte den nördlichen Teil Kleinasiens, das nördliche Mesopotamien und die Meerengen mit Istanbul als Einflusssphäre erhalten, während Großbritannien Südmesopotamien, Ägypten und Arabien zufallen sollte. Russland lehnte zwar 1898 noch ab, für den nächsten Krieg aber reservierte sich Russland in Zusatzartikeln zum französisch-britischen Sykes-Picot-Abkommen Ansprüche auf Kaukasien, Türkisch-Armenien und die Dardanellen, weitergehende Pläne schlossen auch das sich über das nördliche Kleinasien erstreckende Gebiet der Pontos-Griechen und somit erneut eine Landverbindung entlang der südlichen Küste des Schwarzen Meeres ein.